# Jan Łabęcki
Jan Łabęcki (ur. 21 maja 1943 we wsi Góra w województwie suwalskim) – polski spawacz-brygadzista, działacz PZPR, członek Biura Politycznego KC PZPR (1981–1982).

## Życiorys
Urodzony w rodzinie chłopskiej, syn Bronisława i Marianny. Uzyskał wykształcenie średnie ekonomiczne. Od 1965 był członkiem Związku Młodzieży Socjalistycznej, a od 1968 Polskiej Zjednoczonej Partii Robotniczej. Od 1965 robotnik Stoczni Gdańskiej im. Lenina, kolejno jako spawacz, mistrz, kontroler jakości i spawacz brygadzista. Działacz organizacji partyjnej w stoczni, był m.in. członkiem Podstawowej Organizacji Partyjnej PZPR Wydziału K2 (1968–1969), członkiem egzekutywy POP PZPR Wydziału K2 (1971–1974), sekretarzem ideologicznym POP PZPR Wydziału K2 (1974–1976), członkiem egzekutywy POP PZPR Wydziału K1 (1976–1977), I sekretarzem POP PZPR Wydziału K5 (1977–1981). W latach 1981–1983 I sekretarz Komitetu Zakładowego PZPR w Stoczni Gdańskiej im. Lenina.
Od lutego 1980 do lipca 1986 członek Komitetu Centralnego PZPR. Na IX Nadzwyczajnym Zjeździe PZPR w lipcu 1981 został wybrany w skład Biura Politycznego KC PZPR, jednak już w lipcu 1982 złożył rezygnację z członkostwa w tym gremium. W latach 1981–1983 był członkiem Komisji KC PZPR powołanej dla wyjaśnienia przyczyn i przebiegu konfliktów społecznych w dziejach Polski Ludowej. Uważany za przedstawiciela frakcji liberalnej we władzach PZPR. W grudniu 1985 został członkiem Zespołu do przygotowania "Sprawozdania z działalności Komitetu Centralnego i z realizacji uchwał IX Nadzwyczajnego Zjadzu PZPR" przed X Zjazdem PZPR, który odbył się w lipcu 1986.
W wyborach czerwcowych w 1989 bezskutecznie ubiegał się o mandat poselski, przegrywając z Tadeuszem Fiszbachem.